# Strongylaspis fryi
Strongylaspis fryi là một loài bọ cánh cứng trong họ Cerambycidae.